# كيندرا فيشر
كيندرا فيشر هي لاعبة هوكي الجليد كندية، ولدت في 20 أكتوبر 1979 في كينكاردين في كندا.